# Cultivated Bimbo
Cultivated Bimbo var ett svenskt band som började som Syntmusik/EBM/industri och gradvis växlade över till hiphop, rap/metal och hardcore. Första EP:na 'Configuration 1' och '2' (1991) var tidstypisk EBM. Första albumet 'Tunes From A High Wire' (1991) var mer industri, i stil med Skinny Puppy. I och med EP:n 'Blasting In Progress' (1992) vägde det mer över mot hiphop/industri, vilket blev mer renodlad hiphop på albumet 'Your Useful Guide To Life' (1993). EP:n '98.6' (1994) från albumet vägde hiphop mot metal. Albumet 'Album. 1995.' (1995) var mer rak rock/hardcore/rap.
De låg på svenska skivbolaget Energy Rekords och förekom på deras samlingar.
De hade låtar på samlingarna 'I Sometimes Wish I Was Famous: A Swedish Tribute To Depeche Mode' (1991) där de gjorde en syntpoppig cover på 'New Life', 'Electronic Beats From The North' (1992) och 'Virtual Energy Vol 1' (1992) & 'Vol 2' (1994).